# 無声風鈴
『無声風鈴』 （ 原題：無聲風鈴、英： Soundless Wind Chime ）は、2009年に製作された香港・スイス合作映画。
日本では、2011年（第3回）アジアンクィア映画祭(7月9日、10日、15日) にて初上映された。

## キャスト
- リッキー：ルゥ・ユウライ
- パスカル：ベルンハルト・ブリング